# Вырка (приток Клязьмы)
Вы́рка — река в Московской области России, левый приток Клязьмы.
Начинается у города Электрогорска, впадает в Клязьму у западной окраины города Орехово-Зуево.
Длина — 15 км (по другим данным — 18 км), площадь водосборного бассейна — 102 км². Равнинного типа. Питание преимущественно снеговое. Замерзает обычно в середине ноября, вскрывается в середине апреля.
В верхнем течении пересекает автодорогу М7 «Волга». Является рекой водоотвода города Электрогорска и его предприятий, Демиховского машиностроительного завода.
Правобережная часть бассейна Вырки сильно заболочена и покрыта густой сетью осушительных канав. По левому берегу мачтовые сосновые боры, богатые ягодами и грибами. На реке расположены деревни Нестерово, Фёдорово, Сермино и Демихово.